# Bāgh Kerah
Bāgh Kerah (persiska: باغ كِرَه) är en ort i Iran.   Den ligger i provinsen Lorestan, i den västra delen av landet, 400 km sydväst om huvudstaden Teheran. Bāgh Kerah ligger 1 498 meter över havet och antalet invånare är 153.
Terrängen runt Bāgh Kerah är huvudsakligen kuperad, men västerut är den bergig. Runt Bāgh Kerah är det ganska tätbefolkat, med 56 invånare per kvadratkilometer. Närmaste större samhälle är Dānah Mīsī, 8,7 km nordost om Bāgh Kerah. Omgivningarna runt Bāgh Kerah är i huvudsak ett öppet busklandskap.